# Strømsø
Strømsø est un quartier de la ville de Drammen, dans le comté de Buskerud en Norvège.